# Solncevo (Mosca)
Il quartiere Solncevo (in russo Район Солнцево?, "del sole") è un quartiere di Mosca sito nel Distretto Occidentale. Si trova oltre l'MKAD.
Nell'area corrispondente al quartiere attuale, nel XVI secolo vi era l'abitato di Sukovo, proprietà della famiglia dei principi Trubeckij. Nel XIX secolo vi venne costruita la fermata "Sukovo" del treno sulla linea per Brjansk (oggi per Kiev), che rese la zona per molto tempo una popolare destinazione di vacanza fuori città dei moscoviti. Il nome Solncevo viene assegnato all'abitato nel 1938.
Nel marzo del 1965 la fermata ferroviaria viene ribattezzata "Solnečnaja", nel 1969 Solncevo viene riconosciuto come insediamento urbano e nel 1971 acquisisce lo status di comune dell'Oblast' di Mosca. Il 22 maggio 1984 viene incluso nel territorio della città come quartiere Solncevskij che viene il 12 settembre 1991 ripartito nei tre quartieri di Solncevo, Novo-Peredelkino e Vnukovo.